# Gärdesgölen (Fågelfors socken, Småland)
Gärdesgölen är en sjö i Högsby kommun i Småland och ingår i Emåns huvudavrinningsområde.